# Agrotis lunigera
Agrotis lunigera là một loài bướm đêm trong họ Noctuidae.